# Juan Alfaro Iniesta
Juan Alfaro Iniesta (Tobarra, Albacete, 1947) es un obrero de la construcción y político español.

## Biografía
Nació en Tobarra (Albacete) y posteriormente se trasladó a vivir a Cataluña. Fue alcalde de La Llagosta (Barcelona), por el PSUC, tras las primeras elecciones municipales democráticas de 1979, entre el 22 de julio de 1982 y el 23 de mayo de 1983. Tras las elecciones municipales de 1983 fue sucedido por José Luis López Segura, del PSOE. Desde 1980 había sido concejal por el PSUC en el municipio.